# Olcella obscuripila
Olcella obscuripila är en tvåvingeart som först beskrevs av Oswald Duda 1929.  Olcella obscuripila ingår i släktet Olcella och familjen fritflugor. Inga underarter finns listade i Catalogue of Life.